# Astragalus musiniensis
Astragalus musiniensis är en ärtväxtart som beskrevs av Marcus Eugene Jones. Astragalus musiniensis ingår i släktet vedlar, och familjen ärtväxter. Inga underarter finns listade i Catalogue of Life.